# Bill Willis
William Karnet Willis (Columbus, 5 ottobre 1921 – Columbus, 27 novembre 2007) è stato un giocatore di football americano statunitense che ha giocato nel ruolo di defensive lineman per tutta la carriera con i Cleveland Browns nella All-America Football Conference (AAFC) e nella National Football League (NFL). Al college ha giocato a football all’Università statale dell'Ohio. È stato inserito nella Pro Football Hall of Fame nel 1977.

## Carriera professionistica

### Cleveland Browns
Conosciuto per la sua velocità e forza malgrado la piccola statutra, Willis fu uno dei difensori più dominanti del football professionistico tra gli anni quaranta e l'inizio degli anni cinquanta. Fu inserito nella formazione ideale della stagione All-Pro in ogni annata della sua carriera e fu convocato per il Pro Bowl in tre delle quattro stagioni disputate nella NFL. Le sue tecniche e il suo stile di gioco furono emulati dalle altre squadra e la sua versatilità sia come pass-rusher che come marcatore contribuirono a sviluppare il ruolo di linebacker com'è inteso ai giorni nostri. Quando si ritirò, il leggendario allenatore di Cleveland Paul Brown lo definì "uno dei migliori uomini della linea difensiva della storia del football". Willis fu anche uno dei primi due giocatori afroamericani (insieme a Marion Motley, sempre dei Browns) della storia moderna del football, un anno prima che Jackie Robinson rompesse le barriere razziali nella Major League Baseball firmando coi Brooklyn Dodgers.
Dopo vinto il campionato NCAA con gli Ohio State Buckeyes nel 1942, il primo della storia dell'istituto, Willis firmò coi Browns della nuova AAFC, vincendo tutti i campionati disputati dalla lega dal 1946 al 1949, prima che i Browns confluissero nella più stabile NFL. Nella nuova lega, Willis e i Browns continuarono i loro successi, vincendo il campionato del 1950. Bill si ritirò dopo la stagione 1953.

## Palmarès
- Campione NFL (1950)
- (4) Campione AAFC (1946, 1947, 1948, 1949)
- (3) Pro Bowl (1950, 1951, 1952)
- (8) All-Pro (1946, 1947, 1948, 1949, 1950, 1951, 1952, 1953)
- Formazione ideale della NFL degli anni 1940
- Cleveland Browns Ring of Honor
- Numero 99 ritirato dagli Ohio State Buckeyes
- Pro Football Hall of Fame (classe del 1977)
- College Football Hall of Fame

## Statistiche
| Partite totali | 99 |
| Intercetti     | 1  |